# Valkeajärvi (sjö i Suomussalmi, Kajanaland, Finland)
Valkeajärvi eller Valkiajärvi är en sjö i Finland. Den ligger i kommunen Suomussalmi i landskapet Kajanaland, i den centrala delen av landet, 500 km norr om huvudstaden Helsingfors. Valkeajärvi ligger 234 meter över havet. Den är 6 meter djup. Arean är 48,1 hektar och strandlinjen är 3,47 kilometer lång. Sjön  ingår i Uleälvens huvudavrinningsområde. 